# Маккари (Marvel Comics)
Макка́ри (англ. Makkari; /ˈmækəri/), ранее известный как Урага́н (англ. Hurricane) и Мерку́рий (англ. Mercury) — вымышленный персонаж комиксов, один из расы сверхлюдей - Вечных, во вселенной Marvel. Впервые Маккари появился в серии комиксов  «Вечные», издательства Marvel Comics, в 1976–1978 годов, где его имя было написано как «Макарри». Он также состоял в супергеройских командах Первая линия и Охотники на монстров.
Лорен Ридлофф исполняет роль женской версии Маккари, страдающей глухотой, в киновселенной Marvel, начиная с фильма «Вечные» (2021).

## История публикаций
Первоначально Маккари был персонажем серии комиксов «Вечные» писателя Джека Кирби. Позже Марк Грюнвальд заново представил героя в качестве персонажа второго плана в серии «Квазар».
Ураган вновь появляется как член Охотников на монстров в комиксе «Вселенная Marvel» №4 (сентябрь 1998 года), действие которой разворачивается в 1950-х годах. К концу этой истории из трех выпусков выясняется, что монстры, на которых охотится команда, на самом деле являются Девиантами, а Ураган – это Маккари.
События комиксов Marvel позже подверглись реткону, так что персонаж, представленный в «Red Raven Comics» №1 (август 1940 года) как мифологический бог Меркурий, на самом деле является личностью Маккари. Меркурий появился только в этом комиксе, в котором он пытался помешать махинациям Плутона.
Маккари фигурирует в качестве одного из главных персонажей ограниченной серии комиксов «Вечные», писателя Нила Геймана и художника Джона Ромита-мл..

## Вымышленная биография
Маккари — сын Верона и Мары, родился в Олимпии, столице Вечных Земли. Он является членом Гильдии инженеров Вечных и обладает навыками проектирования и строительства высокоскоростных транспортных средств. Маккари вмешивался в земные дела чаще, чем другие Вечные. Под именем Тот он учил египтян письму. Философию ему преподавал Платон. Маккари спас Серси от пожара Рима во времена правления императора Нерона. Некоторое время Маккари являлся колесничим персидского царя Дария I. Он был свидетелем Троянской войны, правления Влада Дракулы и Битвы за Аламо во время Техасской революции.
По просьбе Зураса в 1940-х годах Маккари скрывался на Земле под именами «Ураган» и «Меркурий» (пример реткона, эти персонажи Золотого века комиксов изначально не должны были быть связаны). Маккари вместе с Охотниками на монстров сражался с военачальником Кро и мутантами Девиантов. Команду охотников сформировал сам Маккари, используя личность агента национальной безопасности Джейка Кёртисса. Позже он научил Элвиса Пресли нескольким гитарным приёмам. После роспуска Охотников на монстров одна из Вечных, Пикси, убедила Маккари присоединиться к Первой линии в качестве «Майора Меркурия». Новая команда противостояла первому вторжения Скруллов на Землю. Наряду с Йети и Пикси, Маккари был одним из немногих членов команды, переживших конфликт.
Маккари сопровождал Тену в Нью-Йорк, чтобы помочь спасти Серси и отразить вторжение Девиантов. Во время Четвёртого воинства Целестиалов Маккари находился в группе Вечных, притворявшимися студентами Городского колледжа. Затем он вернулся в Олимпию с Икарисом и Марго Дамиан, где встретился со Спрайтом. Маккари также участвовал в ритуале Единого Разума; вместе с Икарисом и Серси он сражался с роботом-Халком. Затем Маккари сразился с Икарисом, который находился под контролем Дромедана.
Маккари сражался с Гермесом с планеты Олимп, а позже, объединившись со Мстителями, бился с Водоворотом. Маккари решил остаться на Земле, в то время как большинство Вечных покинули планету. Маккари сопровождал Икариса в его миссии по сбору Вечных для противоборства Девиантам в Лемурии. Маккари вместе с Вечными, Тором и Мстителями Западного побережья сражался и победил лорда Гаура. Позже Маккари сражался с Супер-Скруллом и столкнулся с Серебряным Сёрфером.
Квазар спас Маккари после его безумств. Оказалось, что Маккари утратил большинство способностей Вечного в обмен на сверхсветовую скорость и выносливость. Он завербовал Квазара для путешествия в Лемурию на помощь Мастеру Эло. Тот обучал Маккари использованию космической энергии для повышения скорости. Затем Маккари работал в офисе Квазара под псевдонимом «Майк Хари». Он участвовал в марафоне до Луны, организованном Бегуном, одним из Старейшин Вселенной. Маккари почти выиграл: он превзошёл Ртуть, Капитан Марвел, Волчка, Демона скорости, Чёрного гонщика и Супер Саблю. Позже Водоворот остановил сердце Маккари и убил его; но Вечность, Смерть, Бесконечность и Забвение заключили соглашение, по которому Маккари вернулся к жизни. Тогда Водоворот попытался извлечь энергию Маккари, но был побеждён другими Вечными. Вскоре выяснилось, что Маккари стал настолько быстрым что развил скорость до Абсолютной, что больше не позволяло ему двигаться синхронно с остальной вселенной.
В ограниченной серии комиксов «Вечные» 2006 года Вечные стали жертвами манипуляций Спрайта, в результате, забыли свои истинные личности. Маккари теперь стал студентом-медиком по имени Марк Карри. Он стал первым Вечным, показанным в серии. Он встречает Икариса, из-за чего последнего ловят Девианты. К выпускам №2 и №3 Марк, наконец, начинает использовать сверхскорость, например, для поимки террористов. Спрайт рассказывает Марку всю правду, однако, хитростью заставляет Карри открыть под Сан-Франциско портал к Спящему Целестиалу, в результате, Марк теряет сознание. В своих снах он встречает Спящего Целестиала. К концу этой серии комиксов Маккари стал пророком Спящего Целестиала.
Когда Последнее Воинство Целестиалов прибыло на Землю, Маккари вместе со всеми Вечными покончил с собой, осознав истинную цель, для которой они были созданы.

## Силы и способности
Маккари — представитель расы сверхлюдей, известных как Вечные. Он обладает сверхчеловеческой силой, скоростью и рефлексами. Бегая по кругу, Маккари может создавать циклоны, а также взбираться по стенам и пересекать воду. Также как и все представители его расы Маккари обладает сверхчеловеческой силой, способной поднять не менее 30 тонн в нормальных условиях..
Хотя чаще всего Маккари обладает типичными способностями Вечного, одержимость персонажа скоростью (начиная с серии «Квазар») провоцирует его концентрировать большую часть космической энергии своего тела на повышении скорости при беге. В результате, Маккари потерял способность летать, а многие другие его способности ослабли. Маккари больше не обладает левитацией намеренно адаптировав клетки своего тела к повышенной скорости. После очередного воскрешения Маккари вернул себе другие традиционные способности Вечных, и не ограничивается только скоростью.
Космическая энергия поддерживает метаболизм Маккари, поэтому он не устает от любых физических нагрузок.
Маккари может излучать космическую энергию в виде оптических взрывов или лучей и вспышек из его рук. Эта космическая энергия храниться в специальных клетках в его теле, может использоваться как сила, тепло, свет и возможно другие формы энергии.
Маккари может левитировать, мысленно управляя гравитонами (субатомными частицами, переносящими силу гравитационного притяжения между атомами) вокруг себя. Он также может левитировать других людей и предметы, даже одновременно левитируя себя.
Маккари может телепортироваться псионически, но предпочитает этого не делать, поскольку, как и другие Вечные, он находит процесс телепортации физически неприятным. Он также может телепортировать других людей вместе с собой.
Маккари иногда надевает защитный шлем, хотя на самом деле в нём не нуждается. В качестве костюма он носит синтетическую эластичную ткань, способную выдержать бег на больших скоростях.
Маккари может мысленно создавать иллюзии, чтобы замаскироваться и псионически манипулировать атомами и молекулами, чтобы изменить форму объекта. Однако его таланты в этих областях относительно ограничены. Маккари в основном использует свои псионические способности, чтобы мысленно управлять транспортными средствами или направляет свою силу через более крупные машины для сборки транспортных средств по мере их проектирования.
Маккари обладает способностью пилотировать большинство наземных и воздушных транспортных средств. У него неплохой опыт рукопашного боя, во время которого он использует свою сверхчеловеческую скорость.

## Вне комиксов

### Киновселенная Marvel
Маккари появляется в фильме киновселенной Marvel «Вечные» (2021) в исполнении Лорен Ридлофф. Эта версия персонажа — темнокожая глухонемая Вечная, которая по велению Целестиала Аришема прибыла на Землю в 5000 году до н.э. для защиты человечества от Девиантов. Маккари жила на звездолёте Домо в течение многих столетий, и подразумевается, что она состоит в отношениях с Друигом. Маккари присоединилась к остальным Вечным, чтобы остановить пробуждение Целестиала Тиамута и предотвратить уничтожение Земли. Вместе с выжившими Вечными, Маккари сформировала Уни-Ум, что убило Тиамута. Маккари, Друиг и Фина отправились на Домо в космос на поиски других Вечных, но, выяснив, что Аришем за убийство Тиамута захватил Серси, Фастоса и Кинго, троица объединяется с другим Вечным Эросом и троллем Пипом для спасения сородичей.

### Телевидение
Себастьян Спенс озвучил Маккари в анимационном сериале «Рыцари Marvel: Вечные».